# Progress 42
Progress 42 (ryska: Прогресс-42) var en sovjetisk obemannad rymdfarkost som levererade förnödenheter, syre, vatten och bränsle till den då sovjetiska rymdstationen Mir. Den sköts upp med en Sojuz-U2-raket, från Kosmodromen i Bajkonur den 5 maj 1990 och dockade med Mir den 7 maj.
Farkosten lämnade rymdstationen den 27 maj 1990 och brann upp i jordens atmosfär några timmar senare.

### Fotnoter
1. ↑  ”NASA Space Science Data Coordinated Archive” (på engelska). NASA. https://nssdc.gsfc.nasa.gov/nmc/spacecraft/display.action?id=1990-041A. Läst 1 mars 2020.
2. ↑  Manned Astronautics - Figures & Facts Arkiverad 9 oktober 2007 hämtat från the Wayback Machine., läst 15 juli 2016.